# Lamprotatus
Lamprotatus is een geslacht van vliesvleugeligen uit de familie Pteromalidae. De wetenschappelijke naam van dit geslacht is voor het eerst geldig gepubliceerd in 1833 door John Obadiah Westwood.

## Soorten
Het geslacht Lamprotatus omvat de volgende soorten:
- Lamprotatus acer Huang, 1991
- Lamprotatus alcander Walker, 1843
- Lamprotatus ambiguus Förster, 1861
- Lamprotatus annularis (Walker, 1833)
- Lamprotatus bisaltes Walker, 1842
- Lamprotatus brevicornis Thomson, 1876
- Lamprotatus breviscapus Huang, 1991
- Lamprotatus caecina Walker, 1842
- Lamprotatus canadensis Girault, 1917
- Lamprotatus carinatus Huang & Lu, 1993
- Lamprotatus cariniferum (Kamijo, 1960)
- Lamprotatus chagyabensis (Liao, 1982)
- Lamprotatus claviger Thomson, 1876
- Lamprotatus conicus Girault, 1917
- Lamprotatus crassipes Thomson, 1876
- Lamprotatus damia (Walker, 1839)
- Lamprotatus dicyclus Förster, 1861
- Lamprotatus dioxippe (Walker, 1839)
- Lamprotatus duplicatus (Kamijo, 1960)
- Lamprotatus furvus Huang, 1991
- Lamprotatus hages (Walker, 1839)
- Lamprotatus hikosanus (Kamijo, 1960)
- Lamprotatus incertus Förster, 1861
- Lamprotatus laevigatus Förster, 1861
- Lamprotatus longifuniculus Huang, 1991
- Lamprotatus microsphaereus Förster, 1861
- Lamprotatus naevolus Walker, 1843
- Lamprotatus natta Walker, 1842
- Lamprotatus nicon (Walker, 1839)
- Lamprotatus novickyi (Delucchi, 1953)
- Lamprotatus numitus Walker, 1843
- Lamprotatus omissus Förster, 1861
- Lamprotatus paurostigma Huang, 1991
- Lamprotatus petiolatus Förster, 1861
- Lamprotatus picinervis Thomson, 1876
- Lamprotatus placidus Förster, 1861
- Lamprotatus planatus Förster, 1861
- Lamprotatus pschorni Delucchi, 1953
- Lamprotatus salemus Walker, 1843
- Lamprotatus scandicus Huggert, 1972
- Lamprotatus simillimus Delucchi, 1953
- Lamprotatus socius (Zetterstedt, 1838)
- Lamprotatus splendens Westwood, 1833
- Lamprotatus strumiferus (Huang, 1990)
- Lamprotatus tenuicornis Förster, 1861
- Lamprotatus tibialis Förster, 1861
- Lamprotatus transversus (Huang, 1990)
- Lamprotatus triangularis Thomson, 1876
- Lamprotatus trilobus Huang, 1996
- Lamprotatus truncatus (Fonscolombe, 1832)
- Lamprotatus tubero Walker, 1843
- Lamprotatus validus (Huang, 1990)
- Lamprotatus villosicubitus Huang, 1991